# Altstadtkirche St. Martin (Pforzheim)

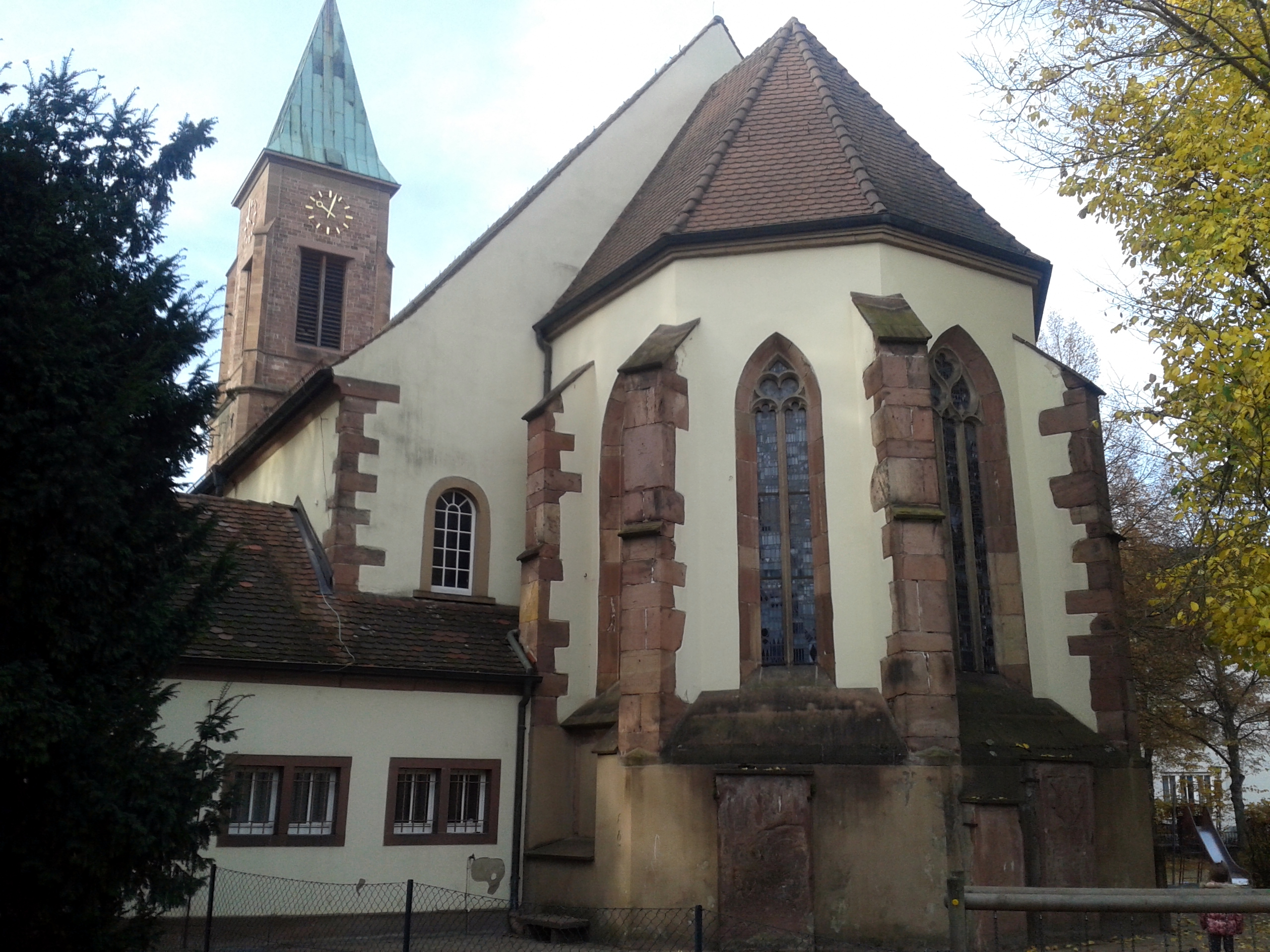
Pforzheim, Altstadtkirche St. Martin, Chor im Osten

Die evangelische Altstadtkirche St. Martin, auch Altstädter Kirche genannt, ist die älteste Kirche in Pforzheim. Sie liegt im Zentrum der Altstadt und vereinigt Bauteile aus romanischer und gotischer Zeit sowie aus dem 19. und 20. Jahrhundert.
Die Denkmalstiftung Baden-Württemberg ernannte die Kirche zum Denkmal des Monats Dezember 2014.

## Geschichte
Schon im 7. Jahrhundert, in fränkischer Zeit, wurde nahe der Furt über die Enz über Fundamenten eines römischen Gebäudes eine erste Holzkirche errichtet. Zu Beginn des 12. Jahrhunderts entstand an deren Stelle eine romanische Pfeilerbasilika, von der noch ein Tympanon im heutigen Turmvorraum erhalten ist. Das Relief mit einer als Christus gedeuteten Figur, zwei Katzen, einem Hahn und apotropäischem Flechtwerk lag ursprünglich über dem Westportal. Um 1350, als die Kirche dem Kloster Lichtenthal unterstand, wurde der romanische Chor abgebrochen und durch einen gotischen ersetzt.  Ende 1359 wurde von der Äbtissin in Lichtental das Messneramt der Kirche an das Kloster Hirsau verkauft.

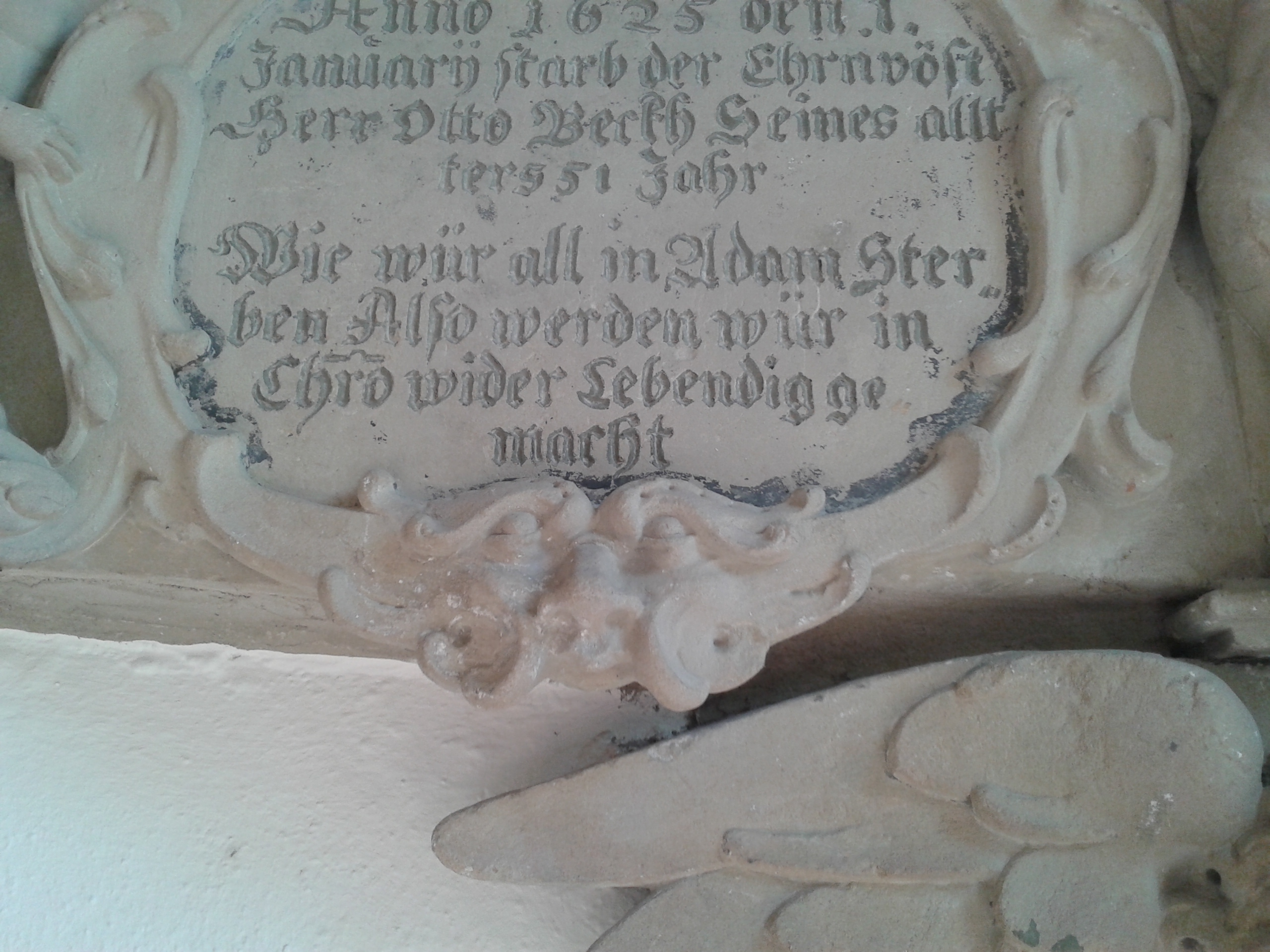
Südseite Turm, Epitaph der Familie Beckh, 17. Jahrhundert mit Blattmaske. Inschrift: Wie wür all in Adam Ster=/ben Also werden wür in / Chr(ist)o wider Lebendig ge/macht
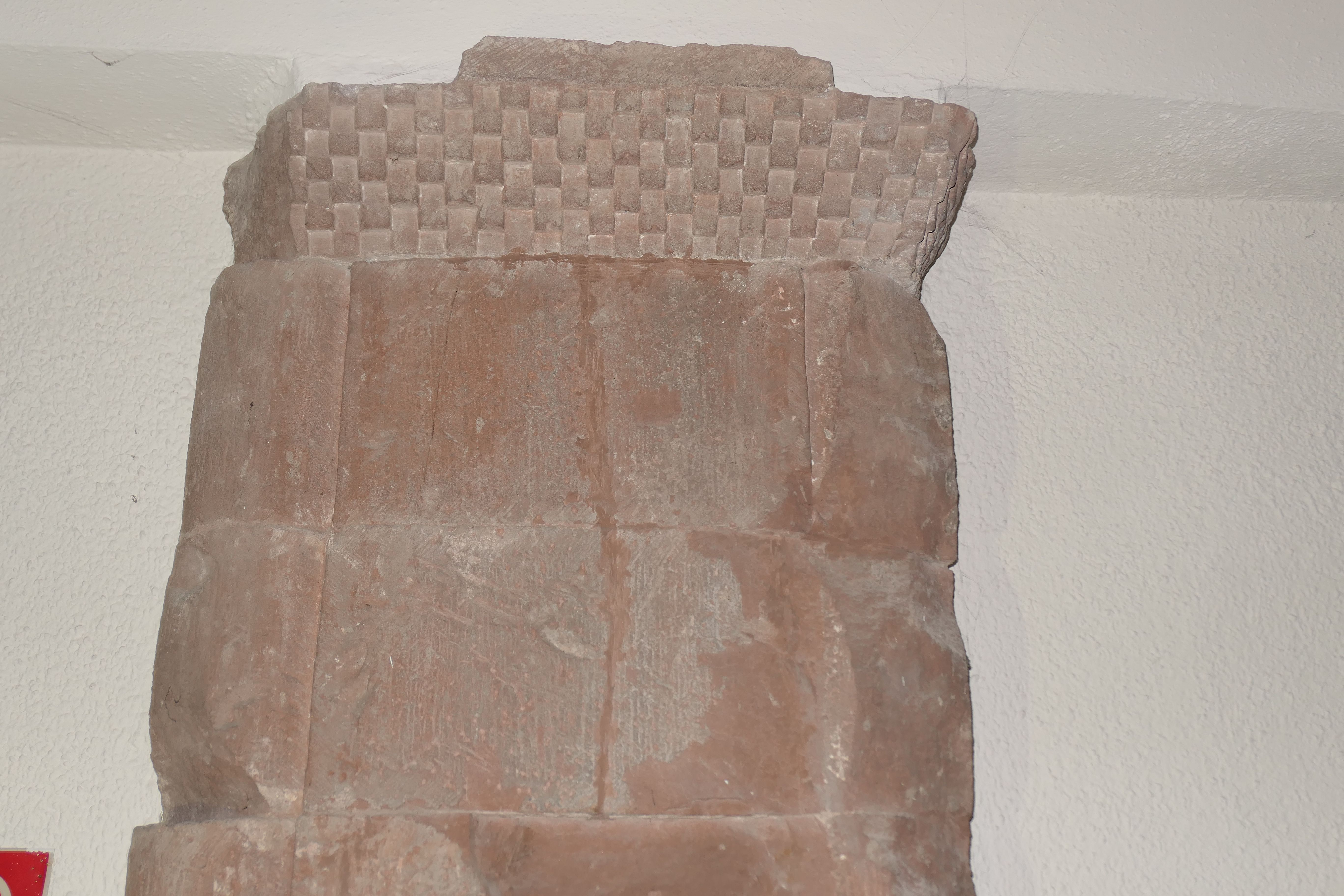
Langhaus, romanische Säule mit apotropäischem Klötzchenfries
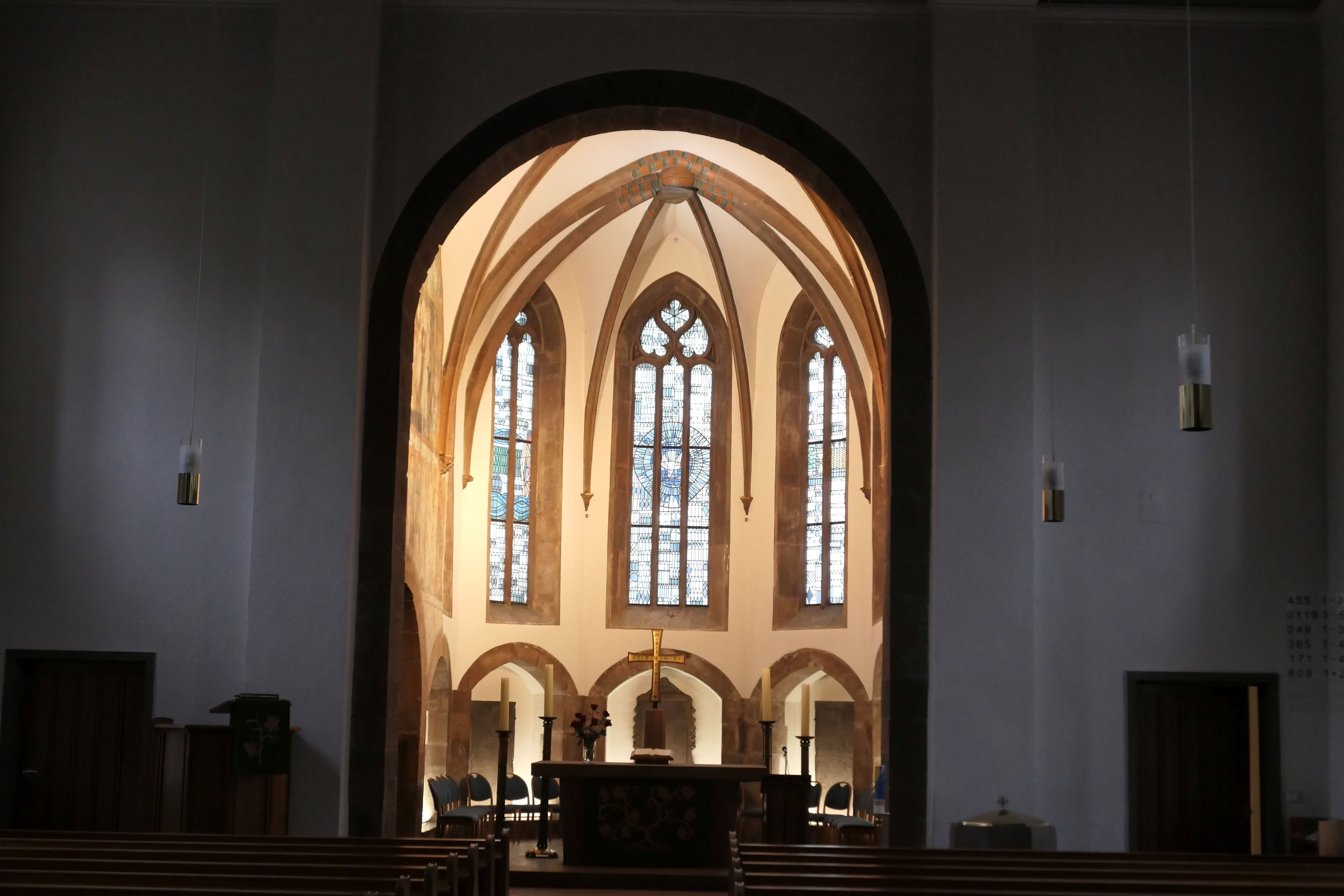
Chor innen, Maßwerkfenster mit Fischblase

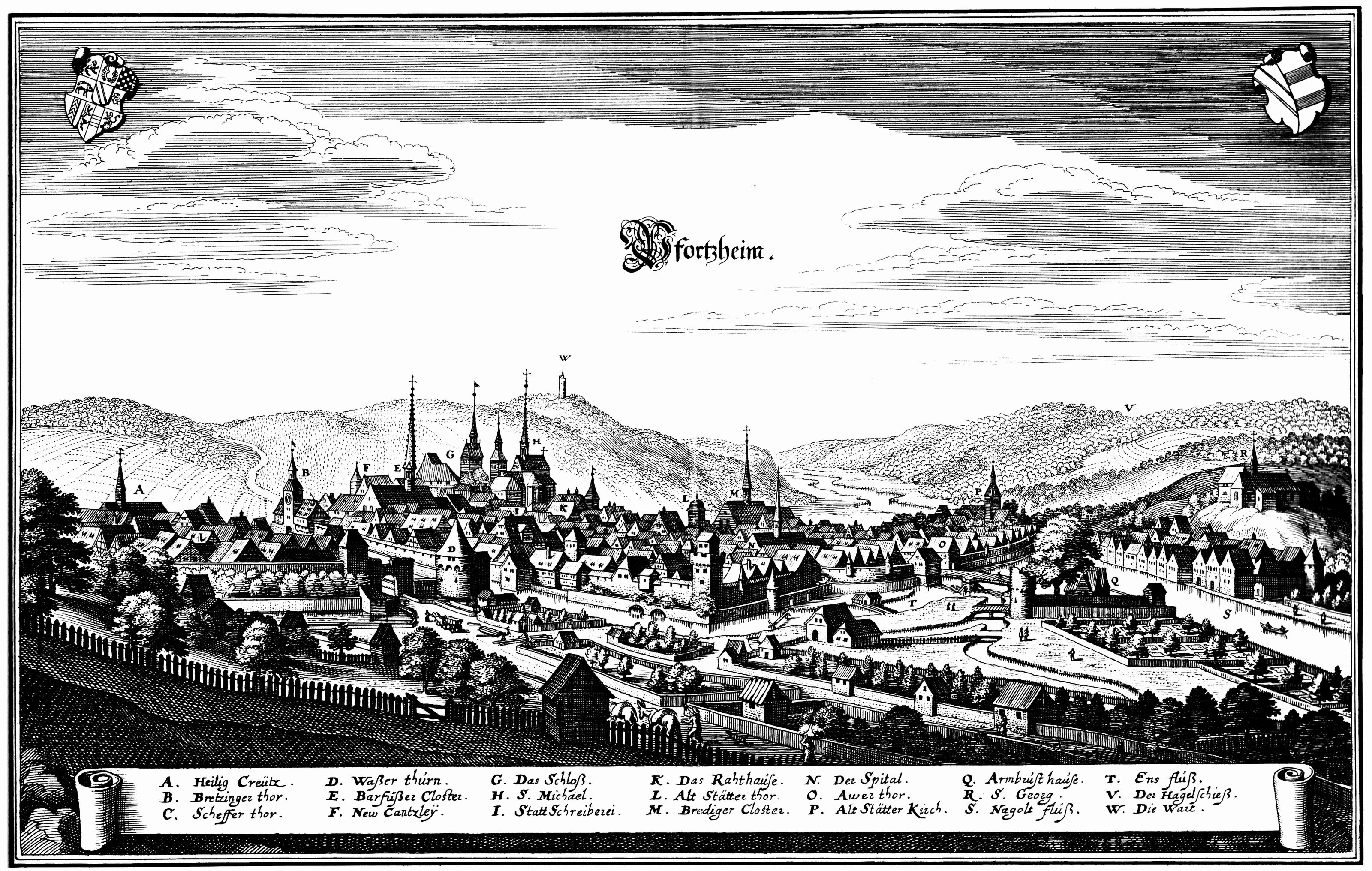
Merian-Stich, Pforzheim 1643 mit Lage Altstadtkirche P

In der Mitte des 16. Jahrhunderts wurde in der Markgrafschaft Baden-Durlach durch Markgraf Karl II. die Reformation eingeführt. Die Altstadtkirche wurde zur evangelischen Pfarrkirche; die Altäre verschwanden und wurden teilweise durch barocke Epitaphe ersetzt, die Wandmalereien wurden übertüncht (und erst 1946 wieder freigelegt). Nachdem die Kirche 1645 durch bayerische Truppen abgebrannt worden war, wurde sie vereinfacht wieder aufgebaut. 1824 wurde das Langhaus abgetragen und durch einen klassizistischen Bau ersetzt (Architekt Karl August Schwarz). Anstelle des schadhaften Turms wurde 1874 ein neugotischer Sandsteinturm mit einem fünfstimmigen Geläut errichtet. Beim Luftangriff auf Pforzheim am 23. Februar 1945 wurde die Kirche großenteils zerstört und zwischen 1949 und 1952 wieder aufgebaut.

## Tympanon
Christoph Timm weist auf die ersten Vorgängerbauten der Kirche in der langobardisch-karolingisch-fränkischen Zeit hin. Um 1100 wurde anstelle des vorromanischen Bauwerks eine Pfeilerbasilika errichtet. Zu diesem Bau gehört das Tympanon über dem Westportal, ein kostbarer Rest der Basilika. In der Mitte des Tympanons ragt das Brustbild eines Mannes von unten in die Bildfläche hinein. Der Kopf weist archaische Züge auf. Seine konische Form mit streifenartig anliegenden Haaren, seinen eng stehenden mandelförmigen Augen und seinem sehr langem Schnurrbart weist auf irokeltische Vorbilder hin. Über dem Kopf schwebt ein Schlingenornament aus einem Kreis, in dessen Inneren sich vier von allen Seiten kommende Halbkreise als Unendlichkeitssymbol überschneiden. Drei lanzettförmige Blätter stehen nebeneinander auf dem oberen Rand des zentralen Kreises in der Mittellinie des Tympanons. Dem Sichelkranz zugewandt, steht ein Löwe mit eingezogenem Schwanz. Auf seiner Brust sitzt ein durch Kamm und Kehllappen als Hahn oder Henne zu identifizierender Vogel. Auf der anderen Seite des Kreisornamentes steht ein Vogel, der ähnlich groß wie der Löwe ausgeführt ist, mit erhobenem Flügel, vermutlich ein Hahn. Auch er ist dem Kreisornament zugewandt. Vor seiner Brust schwebt ein kleines Kreuz. Unterhalb des Hahns liegt ein kleiner Löwe an der Kette, der die Bartspitze und die Schulter der Männerbüste fast mit seinem Hinterteil berührt. Ein Sonnenrad unter der als Hahn gedeuteten Tierfigur erweckt den Eindruck eines gelegten Eies. Dieses Symbol findet sich auch am Eulenturm in Hirsau und St. Peter und Paul (Oberderdingen).
Das Tympanon in der Altstadtkirche gehört zu den frühesten figurierten Türbogenfeldern in Deutschland.

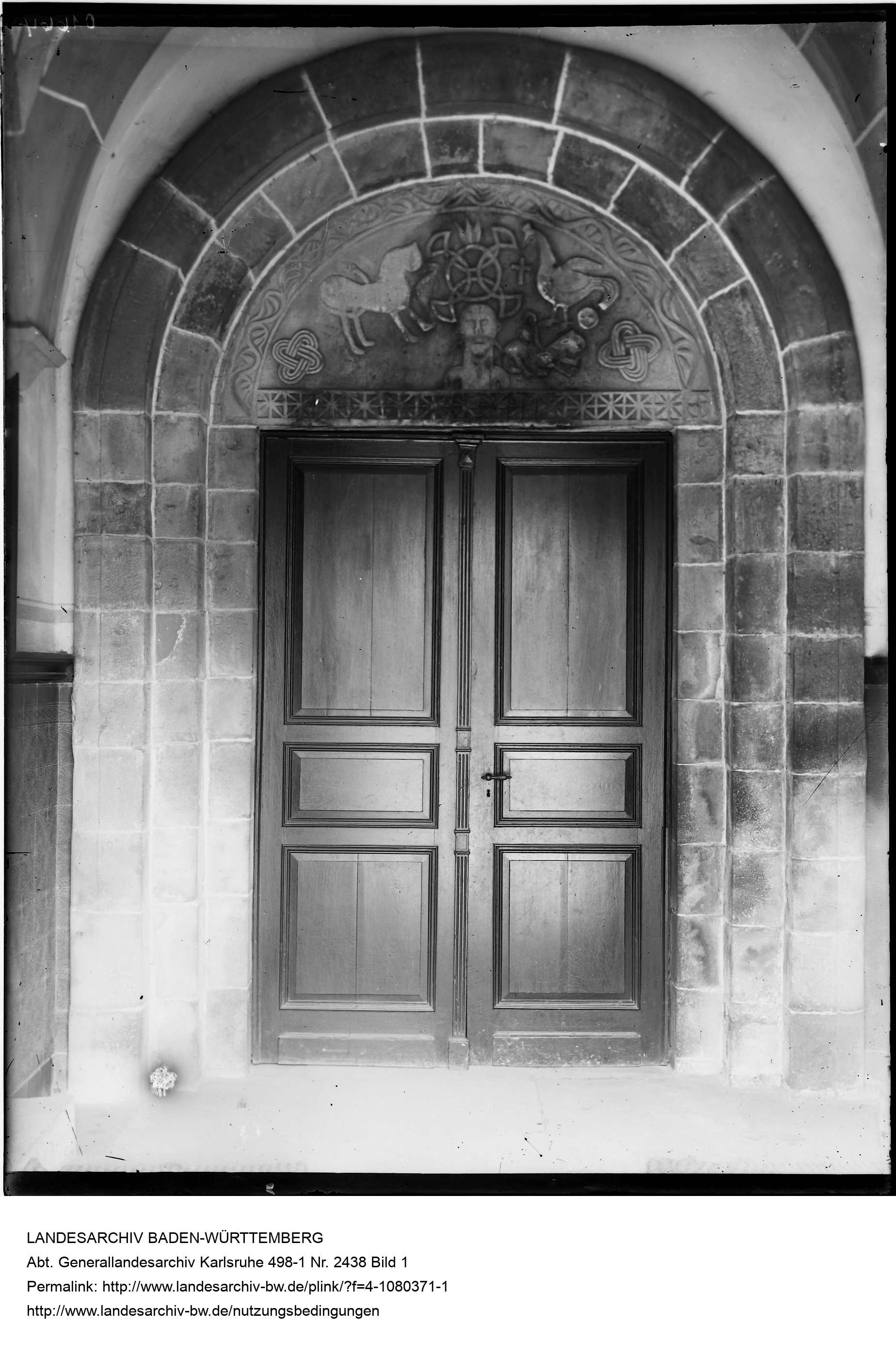
Tympanon mit romanischem Portal 1910
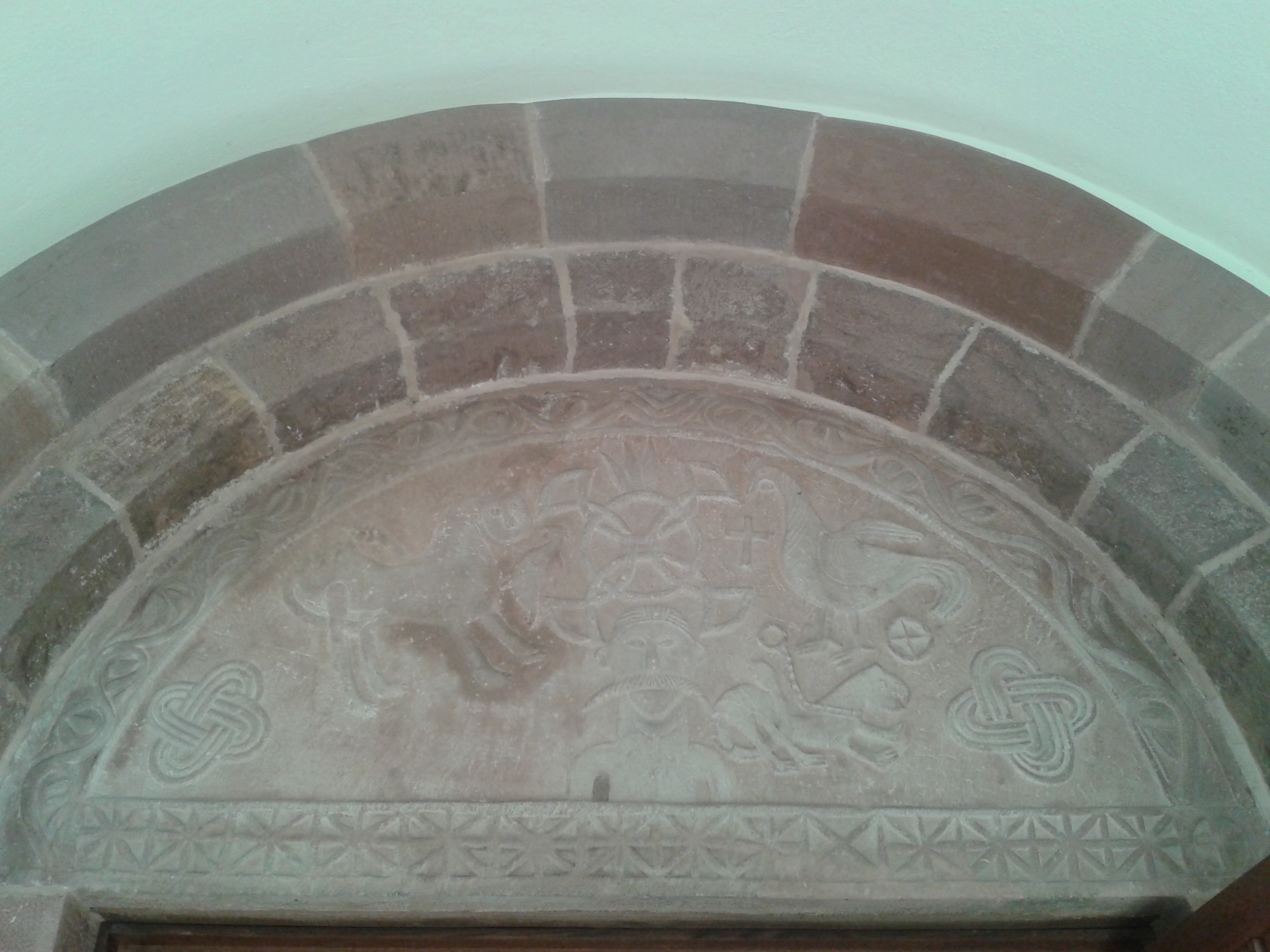
Tympanon romanisch mit Salomonsknoten rechts und links, mittig Büstenfigur mit Schnurrbart darüber Vierpassknoten aufsitzend.
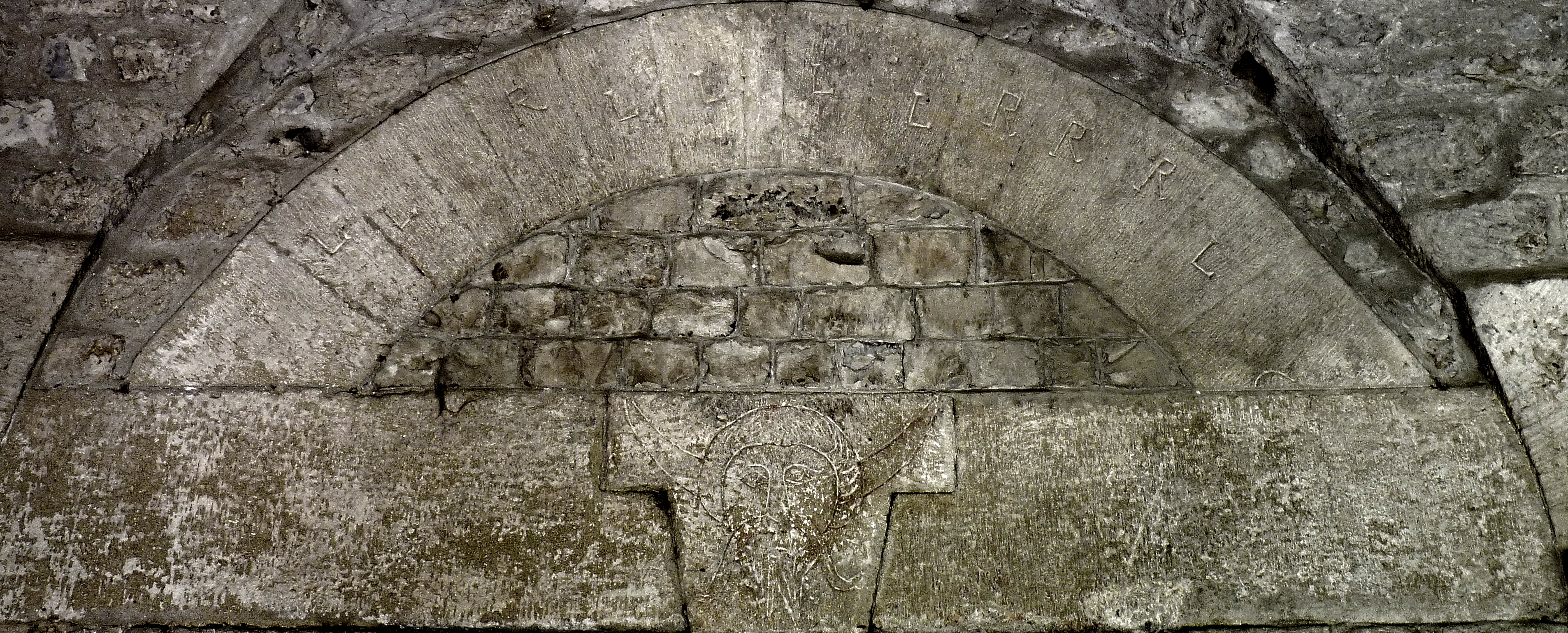
Gehörnte Figur über der Tür des Kreuzgangs von Vaison-la-Romaine – einzige stilistische Parallele zur Büstenfigur des Tympanons
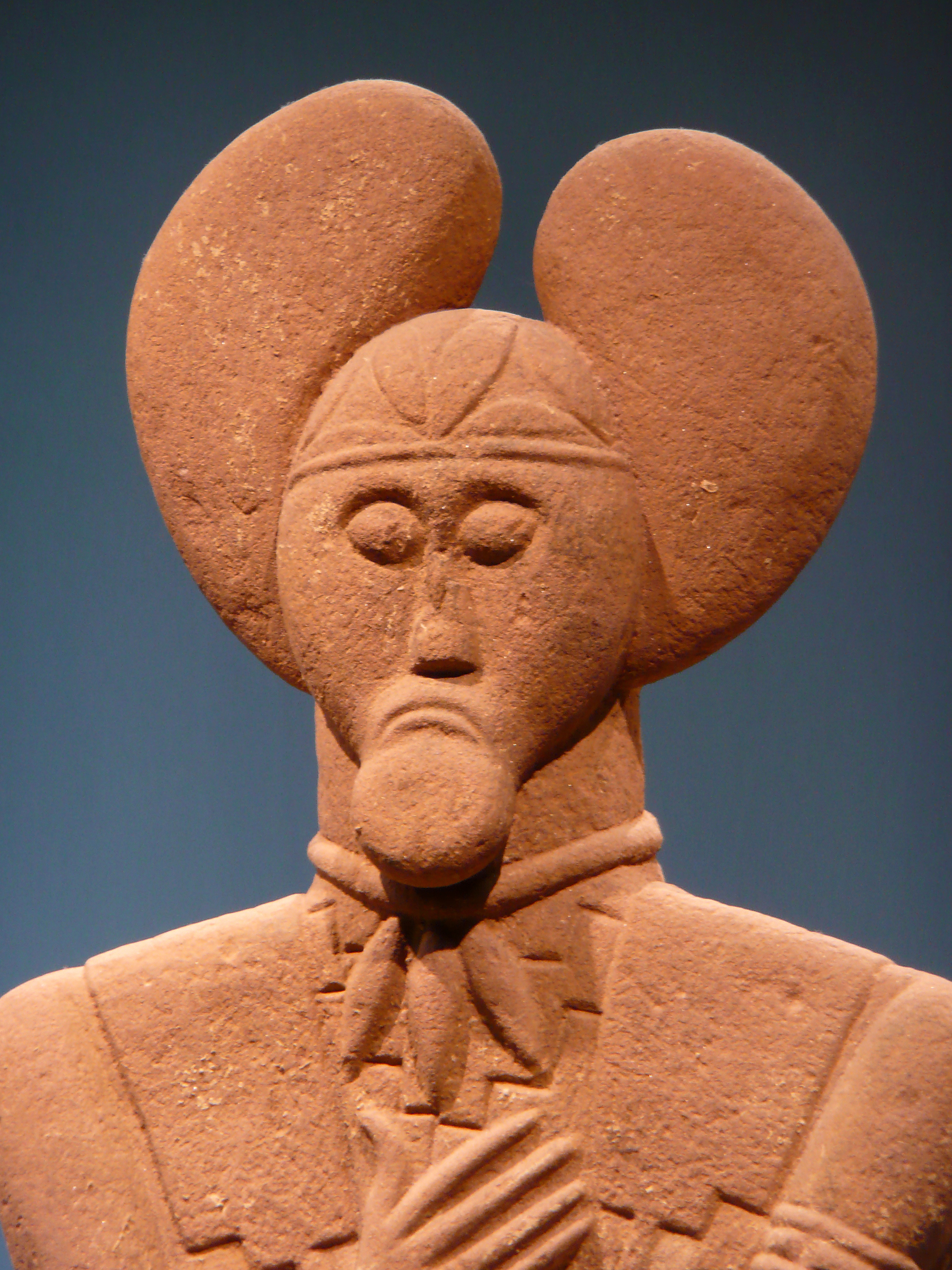
Keltenfürst vom Glauberg mit drei lanzettförmigen Blättern am Halsband wie über Flechtwerk Tympanon
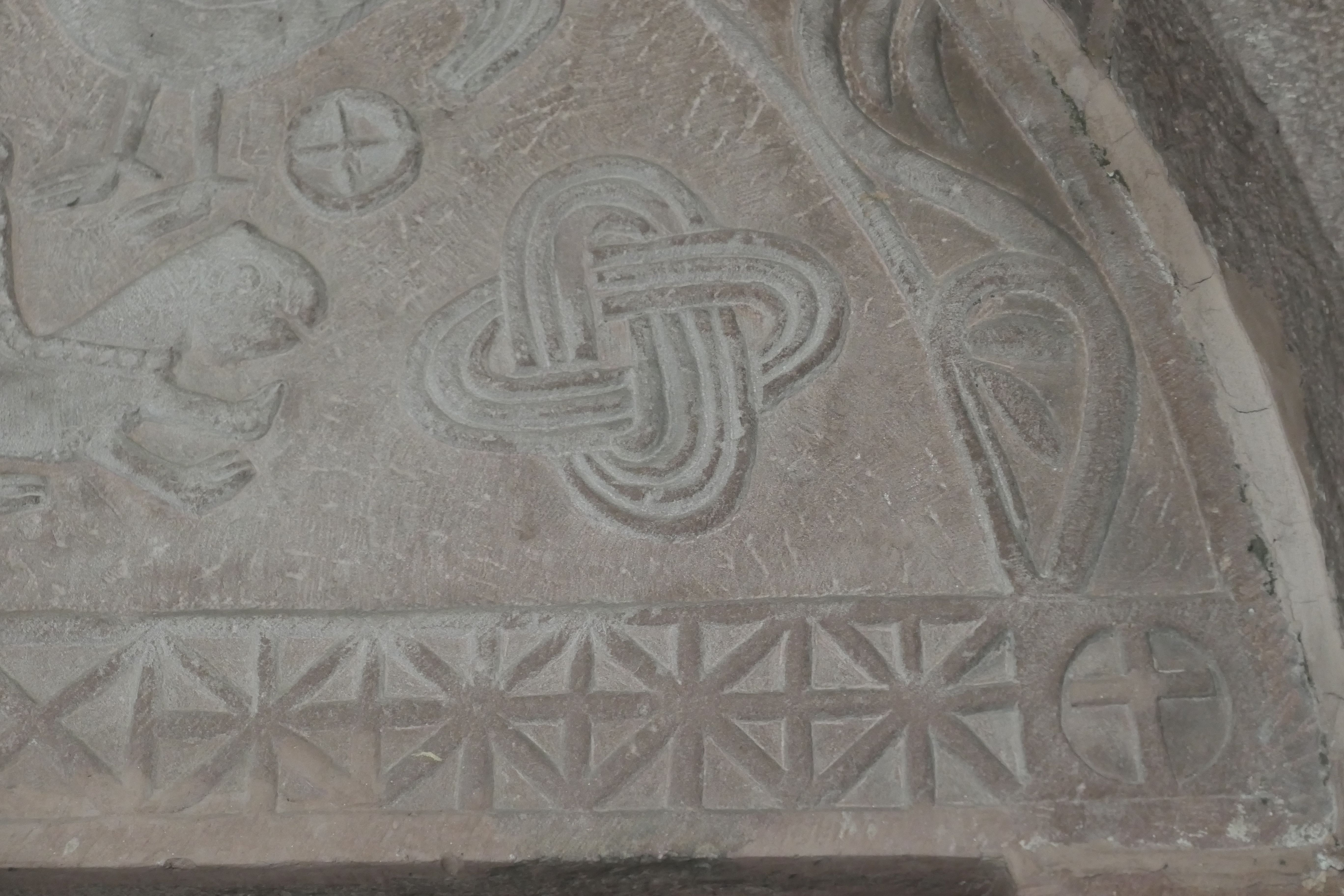
Tympanon Westturm, Detail Salomonknoten und Radkreuz

## Fresken
Die gotischen Fresken im Chor (ca. 1430) zeigen an der Nordwand die Darstellungen des Jüngsten Gerichts mit Christus als Weltenrichter sowie Maria
und Johannes mit auferstandenen Toten im obersten Feld. Darunter die Seligen und die Verdammten, die nach links von Petrus ins Paradies geführt werden oder nach rechts von Teufeln in den von Reißzähnen flankierten Höllenrachen gedrängt werden. Abschließend ein Band mit Christus als Mittelfigur und den zwölf Aposteln.
An der Südwand oben die heilige Barbara neben dem heiligen Sebastian und die apokalyptische Maria als Schutzmantelmadonna – darüber, von einem Fries abgegrenzt, die Trinität, in der Gottvater sein langes Richtschwert über die Szene hält. In der Ostzone der heilige Wendelin sowie darunter die Heiligen Barbara und Ottilia.

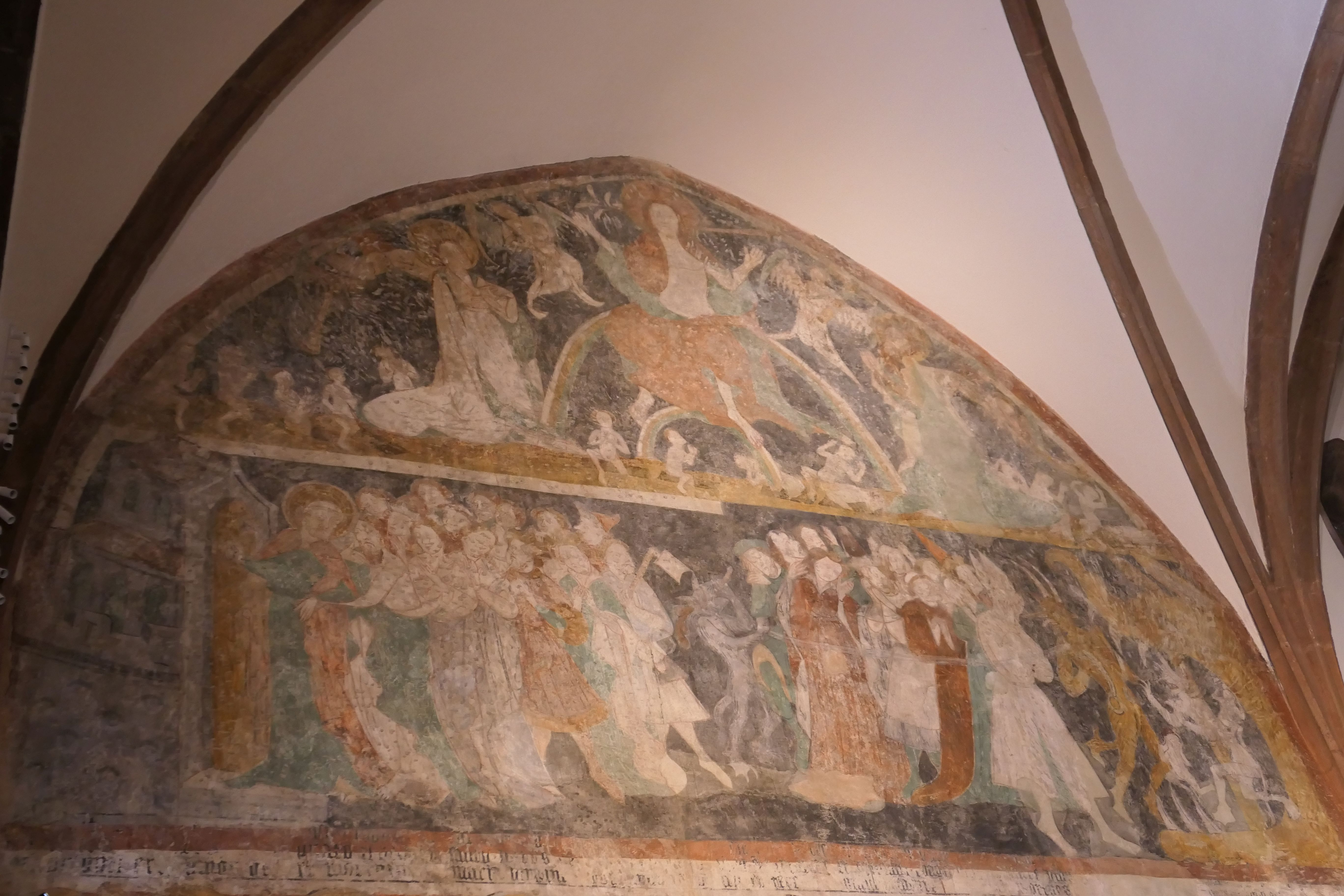
Chor, Fresko Nordwand Jüngstes Gericht
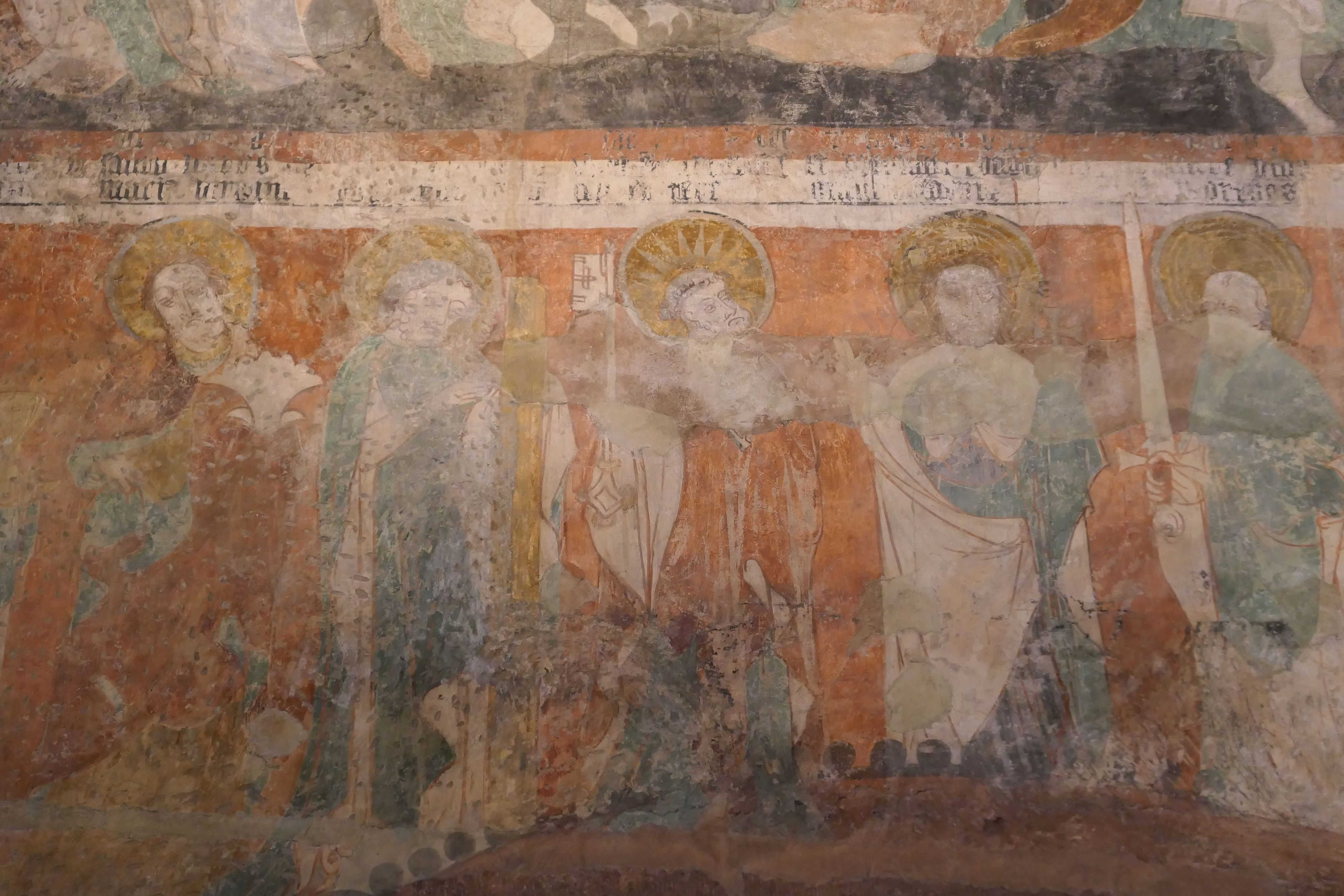
Chor, Fresko Nordwand Christus und Apostel
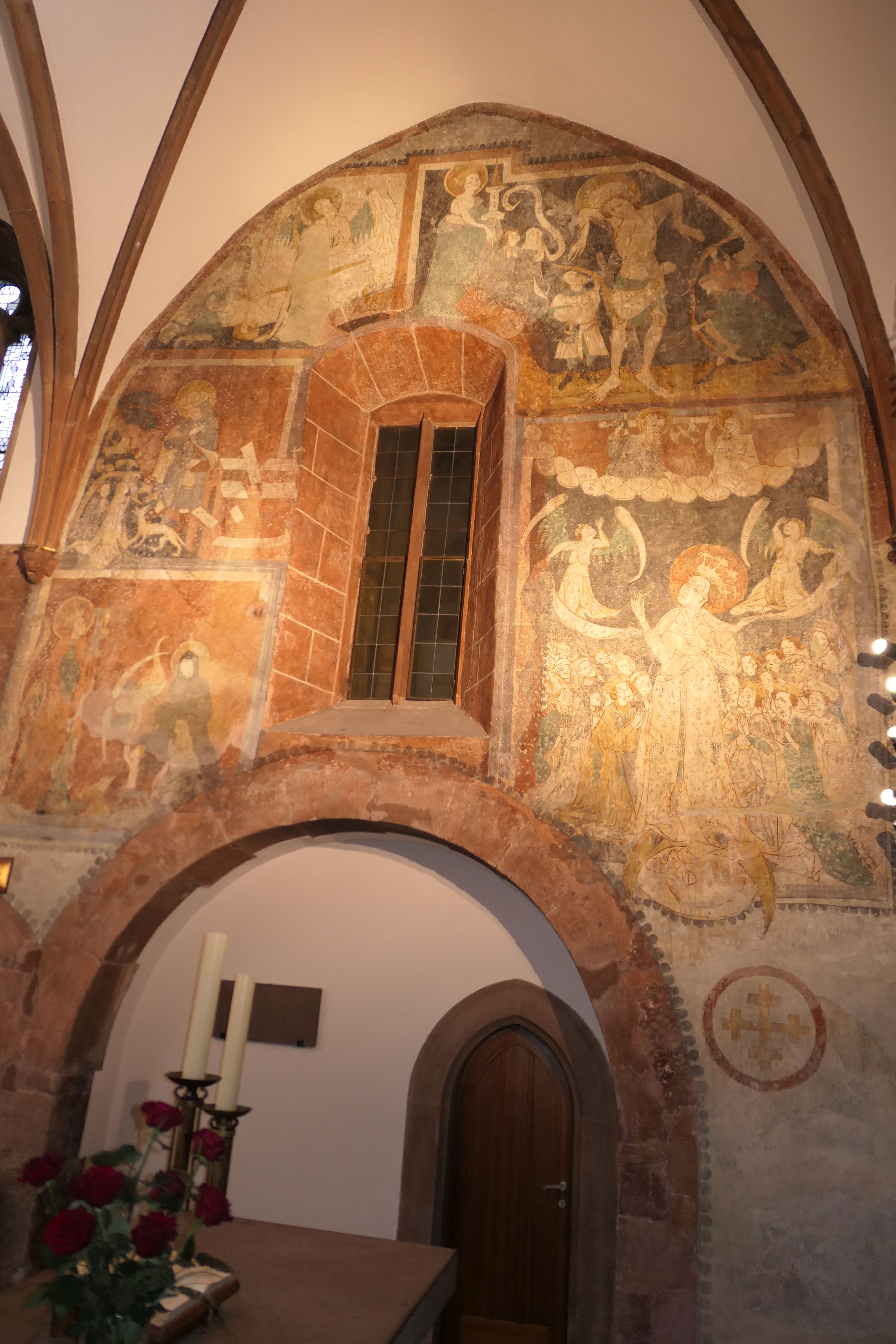
Chor Südwand, Fresko gesamt
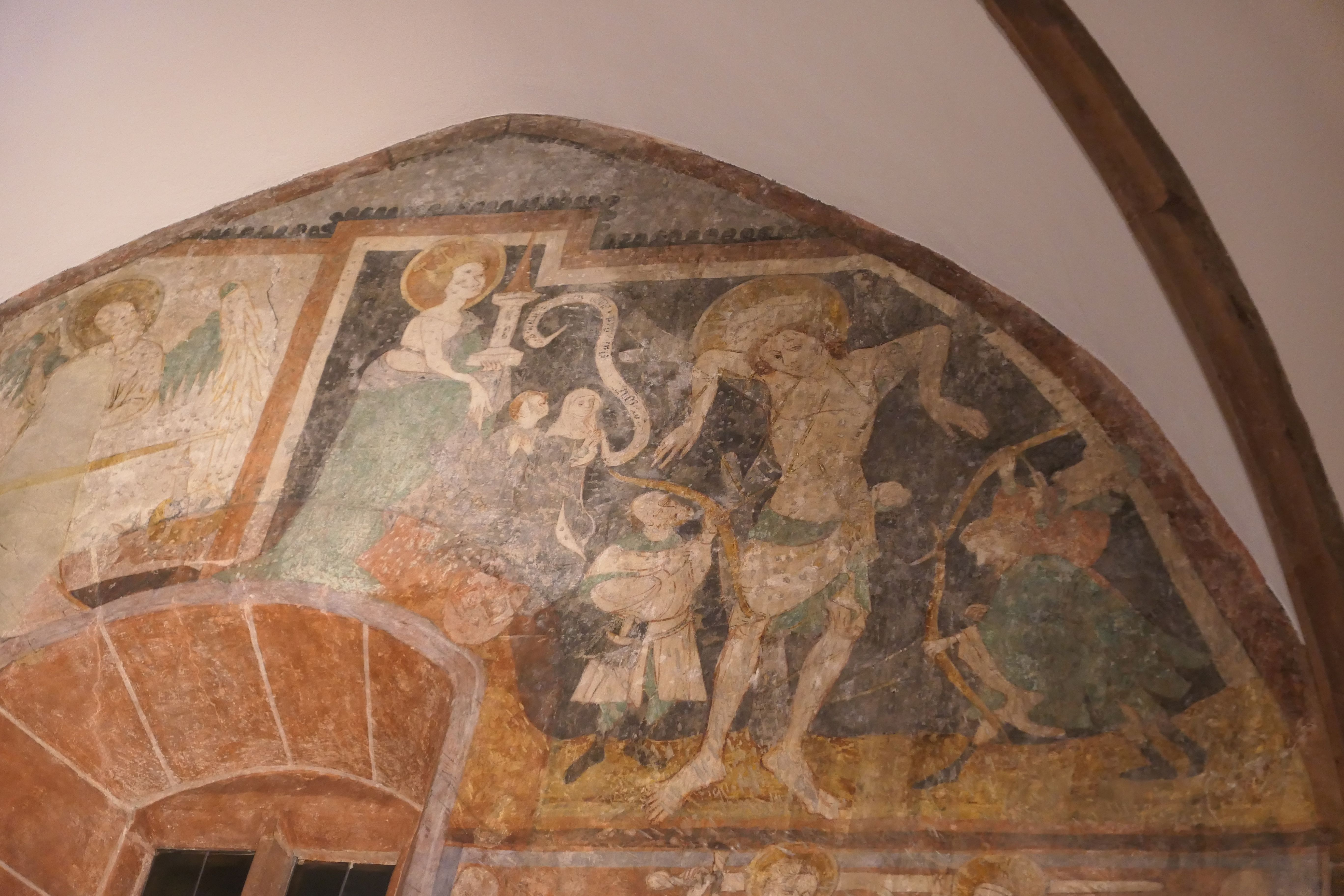
Chor Südwand, Fresko mit hl. Barbara und hl. Sebastian
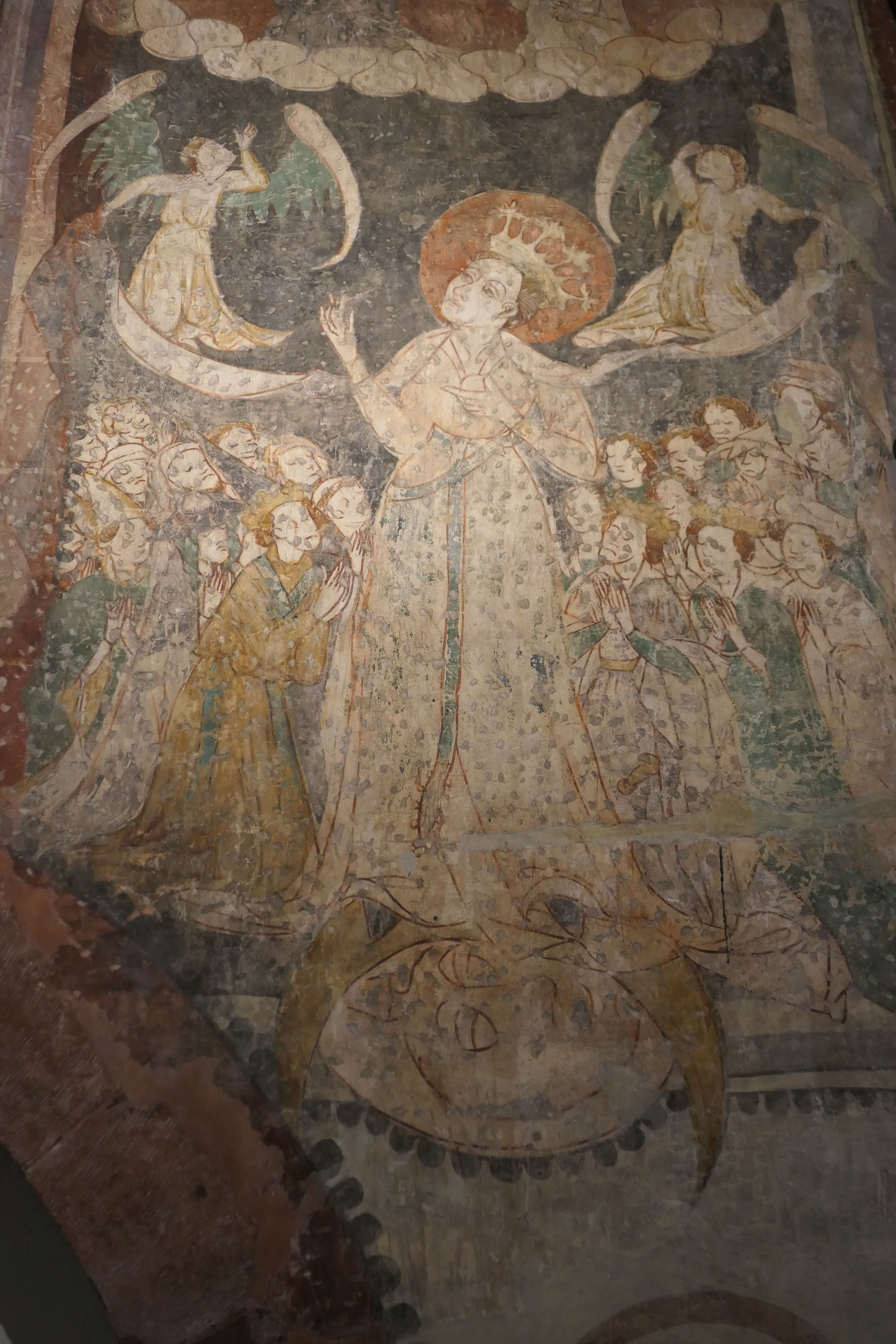
Fresko, Maria als Schutzmantelmadonna auf Mondsichel thronend mit Gesicht
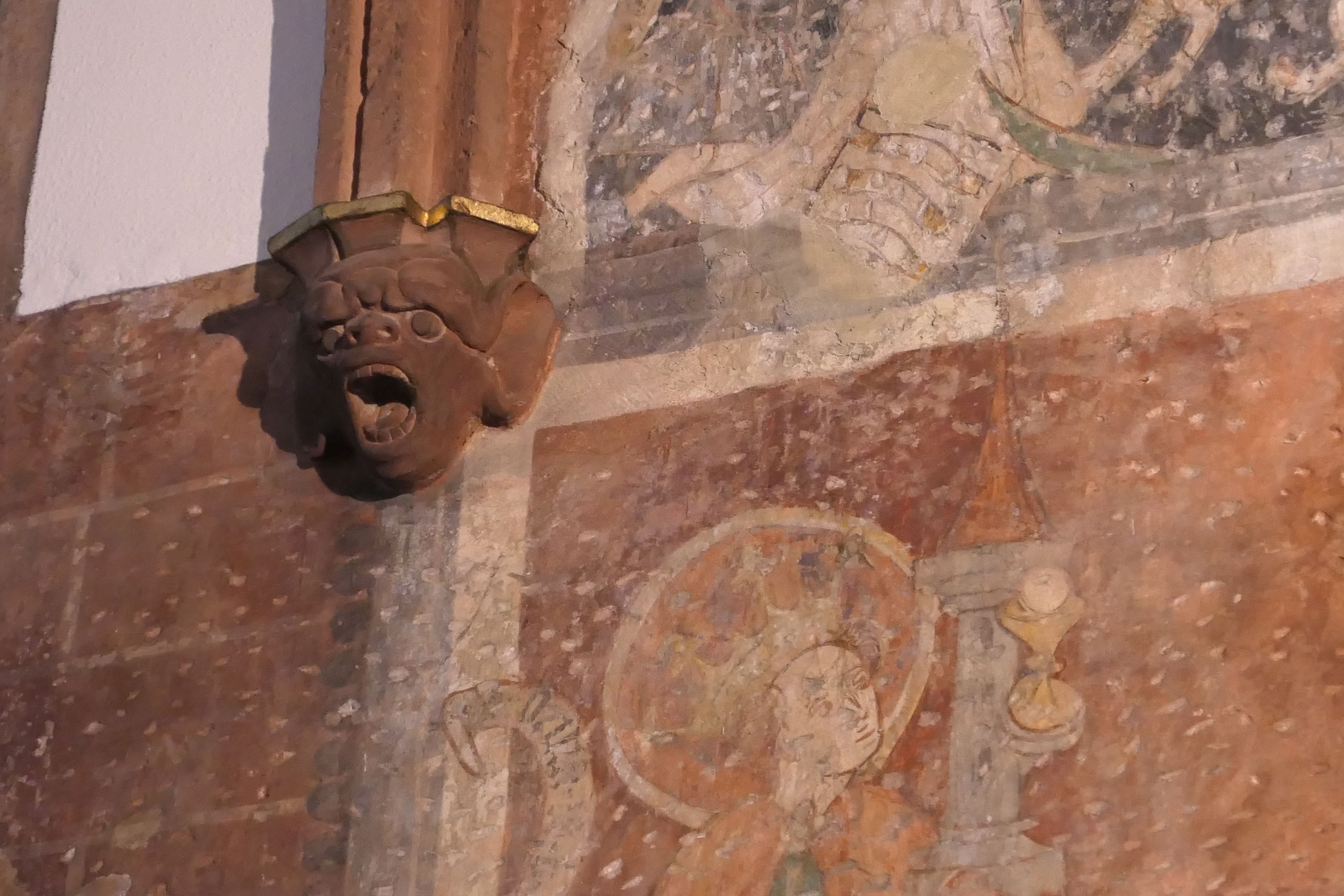
Chor Südseite, Konsole mit Groteske neben hl. Barbara
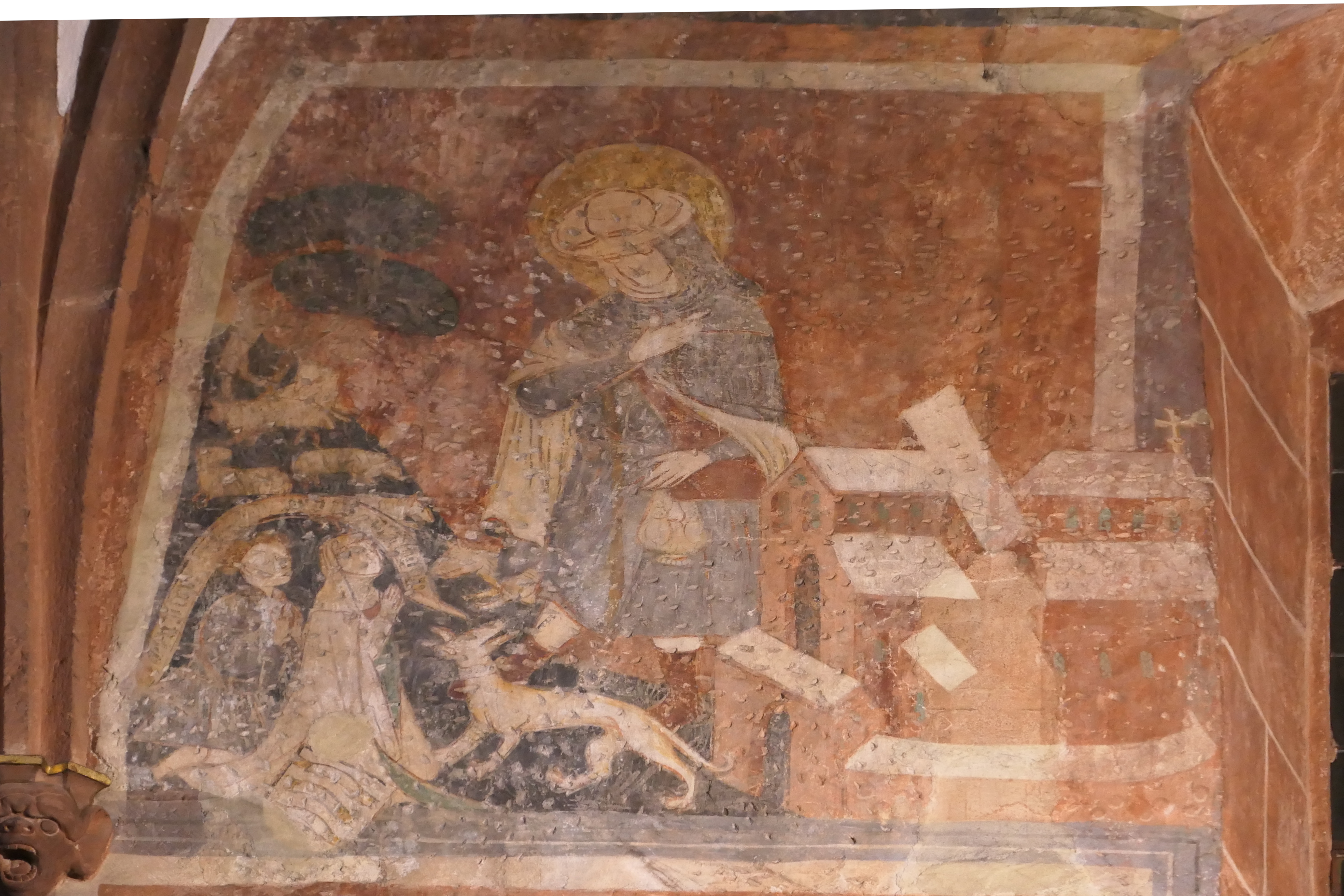
Südwand östlich des Fensters, hl. Wendelin

## Orgel
Die Orgel in der Kirche wurde im Jahr 2000 von Orgelbauer Georges Heintz aus Schiltach gebaut. Sie hat einen Umfang von 23 Registern auf zwei Manualen und Pedal. Das Vorgängerinstrument hatte 21 Register und war 1952 von der Manufaktur Orgelbau Friedrich Weigle gebaut worden.

## Glocken
Im Kirchturm der Altstadtkirche hängt ein fünfstimmiges Glockengeläut, das von der Glockengießerei Bachert gegossen wurde, 1921 Glocke 3, die übrigen Glocken 1954 unter dem Namen Karlsruher Glocken- und Kunstgießerei.
| Glocke | Name             | Durchmesser | Gewicht  | Schlagton |
| ------ | ---------------- | ----------- | -------- | --------- |
| 1      | Totenglocke      | 1100 mm0    | 1205 kg0 | f′        |
| 2      | Vaterunserglocke | 1020 mm0    | 600 kg   | g′        |
| 3      | Trauglocke       | 860 mm      | 350 kg   | b′        |
| 4      | Morgenglocke     | 783 mm      | 260 kg   | c″        |
| 5      | Taufglocke       | 680 mm      | 170 kg   | d″        |

## Gemeindeleben
Die Altstadtgemeinde befindet sich im multikulturell geprägten Oststadtteil Pforzheims in unmittelbarer Nähe zum Städtischen Klinikum. Heute finden u. a. auch Gottesdienste der serbisch-orthodoxen Kirche statt. Ebenso werden Gottesdienste in leichter Sprache und ein Café Himmelreich angeboten.